# 御津宮
御津宮（みつぐう）は、大阪市中央区西心斎橋にある神社。旧社格は郷社。御津八幡宮、島之内八幡宮とも称される。アメリカ村の中にある。

## 祭神
- 応神天皇、仲哀天皇、比咩大神

## 歴史
社名は地名により、以前は三津と書く。『大阪府誌』には、仁徳天皇が浪速に都・難波宮を置いた頃、味原郷（現・大阪市天王寺区味原町付近）にあった社を後世ここに奉祀したとある。
社伝によれば、天平勝宝元年（749年）に、聖武上皇と孝謙天皇が東大寺と大仏を建立するにあたって筑紫国の宇佐八幡宮より東大寺の鎮守神として八幡大神を迎え、手向山八幡宮を建立しようとした。その際、八幡大神が瀬戸内海を渡って初めて上陸した行宮の跡に、後に改めて八幡大神を祀ったのが当社の始まりであるとする。
鎌倉時代には後鳥羽上皇勅願所となっている。
文禄年間（1592年 - 1596年）に兵火で焼失したという。
明治時代になると村社に列せられ、1872年（明治5年）に村社から郷社に昇格している。1906年（明治39年）には神饌幣帛料供進社に指定される。
太平洋戦争中の1945年（昭和20年）3月13日・14日に行われた第1回大阪大空襲で社殿が焼失するが、1960年（昭和35年）に再建されている。
1872年（明治5年）3月から1989年（平成元年）2月まで、当社南側の八幡筋に沿って「八幡町」の町名があったが現在はない。ただし、御堂筋との交差点名に使用されている。

## 境内
- 本殿 - 1960年（昭和35年）再建。
- 拝殿 - 1960年（昭和35年）再建。
- 社務所
- 勅願所碑
- 石宮社（いしのみやしゃ） - 祭神：石宮龍王（倉稲魂命）。神紋は龍や水を祀る場所に多い三つ鱗紋。

## 文化財

### 大阪市指定有形文化財
- 御津八幡宮文書 - 一括（1695点）

## 交通アクセス
- Osaka Metro御堂筋線心斎橋駅より徒歩4分